# Hyderabad Old Airport
Hyderabad Old Airport (engelska: Begumpet Airport) är en flygplats i Indien.   Den ligger i distriktet Hyderābād och delstaten Telangana, i den centrala delen av landet, 1 200 km söder om huvudstaden New Delhi. Hyderabad Old Airport ligger 530 meter över havet. Den ligger i sjön Husain Sāgar.
Terrängen runt Hyderabad Old Airport är platt. Runt Hyderabad Old Airport är det mycket tätbefolkat, med 1 266 invånare per kvadratkilometer. Närmaste större samhälle är Hyderabad, 7,8 km söder om Hyderabad Old Airport. Runt Hyderabad Old Airport är det i huvudsak tätbebyggt.